# Türkische Rachebrigade
Die Türkische Rachebrigade (türkisch Türk İntikam Tugayı, TİT) ist eine paramilitärische ultra-nationalistische Organisation in der Türkei. Sie übernahm mehrfach die Verantwortung für Anschläge auf kurdische Zivilisten, politische Morde und Morddrohungen. Die Organisation steht im Verdacht, Teil des so genannten Tiefen Staates zu sein. Über Strukturen der Organisation ist nichts bekannt.

## Aktivitäten
Im Jahre 1996 wurde berichtet, dass Anhänger der Türkischen Rachebrigade an der Ermordung des türkisch-zyprischen Journalisten Kutlu Adalı beteiligt waren.
Die TİT nahm die Verantwortung für den bewaffneten Angriff im Jahr 1998 auf den damaligen Präsidenten des Türkischen Menschenrechtsvereins, Akın Birdal, bei dem er schwer verletzt wurde. Der Täter war einer der TİT-Führer Mehmet Cemal Kulaksızoğlu, der einen Diplomatenpass vom Offizier des Türkischen Nationalen Nachrichtendiensts, Yavuz Ataç, bekam.
Nach einer Aussage des türkischen Menschenrechtsvereins wurden die Morde im Jahre 1993 an den Abgeordneten Mehmet Sincar und den Journalisten Ferhat Tepe von TİT-Anhängern begangen. Später wurde festgestellt, dass Mehmet Sincar durch die Hizbullah ermordet wurde, die sich zum Ziel gesetzt hatte, Nizamettin Toğuç, den ehemaligen SHP-Abgeordneten von Batman, zu ermorden.
Im Jahre 2005 erhielt Eren Keskin eine Morddrohung von der TİT. Am 30. Mai 2008 erhielt Baskın Oran eine Morddrohung per E-Mail von der Türkischen Rachebrigade.